# بريسكوت إف. هال
بريسكوت إف. هال (بالإنجليزية: Prescott F. Hall)‏ هو محامي أمريكي، ولد في 27 سبتمبر 1868 في بوسطن في الولايات المتحدة، وتوفي في 28 مايو 1921 في بروكلين في الولايات المتحدة.